# Aaron Seltzer
Aaron Seltzer (ur. 12 stycznia 1974 w Mississauga) – kanadyjski reżyser i scenarzysta. Twórca takich filmów, jak: Szklanką po łapkach, Straszny film, Komedia romantyczna, Wielkie kino i Poznaj moich Spartan.

## Filmografia
| Rok  | Tytuł                | Uwagi                |
| ---- | -------------------- | -------------------- |
| 1996 | Szklanką po łapkach  | scenarzysta          |
| 2000 | Straszny film        | scenarzysta          |
| 2006 | Komedia romantyczna  | reżyser, scenarzysta |
| 2007 | Wielkie kino         | reżyser, scenarzysta |
| 2008 | Poznaj moich Spartan | reżyser, scenarzysta |
| 2008 | Totalny kataklizm    | reżyser, scenarzysta |
| 2010 | Wampiry i świry      | reżyser, scenarzysta |